# Willi Holdorf
Willi Holdorf (ur. 17 lutego 1940 w Blomesche Wildnis, zm. 5 lipca 2020 w Achterwehr) – niemiecki lekkoatleta, wieloboista, mistrz olimpijski z Tokio z 1964. Reprezentował Republikę Federalną Niemiec.
Zajął 5. miejsce w dziesięcioboju na mistrzostwach Europy w 1962 w Belgradzie.
Na igrzyskach olimpijskich w 1964 w Tokio, startując w barwach olimpijskiej reprezentacji Niemiec (obejmującej zawodników zarówno z RFN, jak i NRD), niespodziewanie wywalczył złoty medal w dziesięcioboju przed Reinem Aunem z ZSRR. Przed ostatnią konkurencją – biegiem na 1500 metrów miał nad Aunem taką przewagę, że ten musiał z nim wygrać o 18 sekund. Różnica czasu na mecie między Aunem a Holdorfem wyniosła tylko 14 sekund i Holdorf został pierwszym niemieckim mistrzem olimpijskim w dziesięcioboju. Otrzymał za to zwycięstwo tytuł Sportowca Roku RFN w 1964.
Zdobył mistrzostwo RFN w dziesięcioboju w 1961 i 1963 oraz był brązowym medalistą w tej konkurencji w 1962 i 1964, a także mistrzem RFN w biegu na 200 metrów przez płotki w 1962.
Startował również w bobslejach. Był wicemistrzem Europy w dwójkach w 1973 (razem z Horstem Flothem).
Holdorf był następnie trenerem lekkoatletycznym (jego podopiecznymi byli m.in. tyczkarze Claus Schiprowski i Reinhard Kuretzky), a także piłkarskim (trenował m.in. klub SC Fortuna Köln w 1974).